# Eustenancistrocerus israelensis
Eustenancistrocerus israelensis är en stekelart som beskrevs av Giordani Soika 1952. Eustenancistrocerus israelensis ingår i släktet Eustenancistrocerus och familjen Eumenidae. Inga underarter finns listade i Catalogue of Life.